# De Lelie (Eenrum)
De Lelie is een korenmolen, en tot 1954 ook pelmolen, in het dorp Eenrum in de Groninger gemeente Het Hogeland.

## Geschiedenis
De molen werd gebouwd in 1862 en is tot 1954 beroepsmatig werkzaam geweest. In 1954 sloeg de molen in een zware storm op hol. Op het laatste moment kon brand voorkomen worden, wel sloegen beide pelstenen van de molen door de hoge snelheid door de muren heen. De molen werd gerestaureerd, maar draaide zelden. De toestand was in 1980 zo slecht dat de molen andermaal gerestaureerd werd. Na deze restauratie werd de molen door vrijwillige molenaars in bedrijf gesteld. Midden jaren 90 bleek de toestand van de kap echter zo slecht dat deze grondig moest worden gerestaureerd. Na deze restauratie werden de onderste zolders van de molen verbouwd tot permanente bakkerij-expositie en bakkerij. Na de afronding van deze restauratie werd de molen feestelijk geopend op 29 april 1998.
Na een restauratie van de binnenroede en lange spruit in het voorjaar van 2006 is de molen weer in staat om te draaien. In 2007 werd de molen eigendom van de Stichting Het Groninger Landschap. De molen draait wekelijks dankzij acht vrijwillige molenaars.

## Technische gegevens
Het wiekenkruis, met een vlucht van 23,50 meter, is voorzien van het Oudhollands wieksysteem met zeilen. In de molen is een koppel maalstenen aanwezig, van het pelwerk is weinig overgebleven. Verder is de molen van een kammenluiwerk voorzien. De stelling van de molen ligt 10,80 meter boven het straatniveau. Het wiekenkruis wordt afgeremd door middel van een Vlaamse vang. De kap van de molen wordt door middel van een kruilier met rondgaande kruiketting op de wind gezet. De molen heeft een voeghoutenkruiwerk.

## Externe link

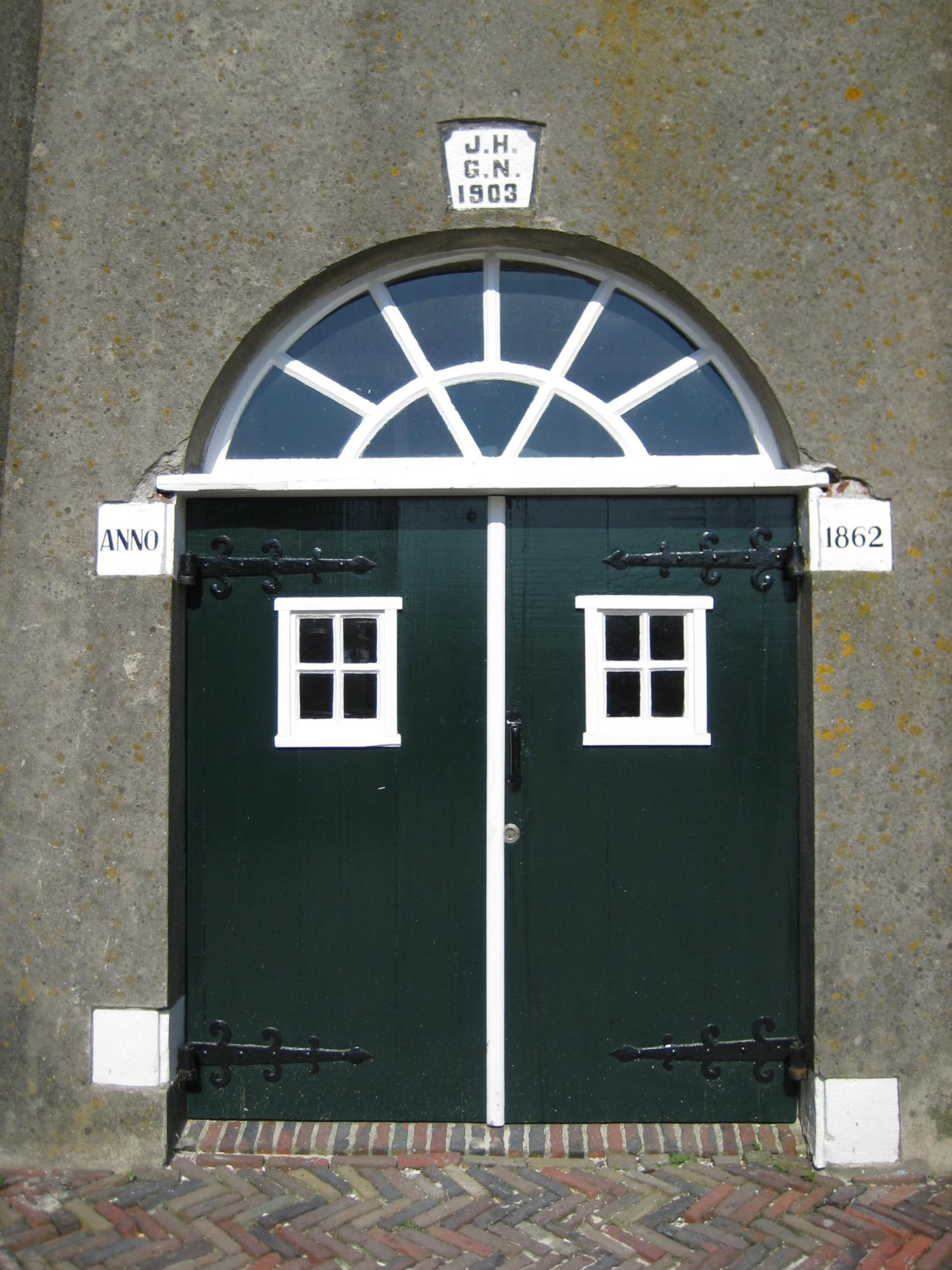
De Lelie, ingang (2008)